# Venda dos Moinhos
Venda dos Moinhos (« Vente des Moulins ») est un lieu-dit situé dans la freguesia de Cumeeira, sur la commune de Penela (province de Coimbra, Portugal).